# Боке
Боке́ (от яп. ボケ бокэ — «размытость», «нечёткость») — размытие изображения не в фокусе объективом в фотографии. Термин, появившийся в конце 1990-х годов и описывающий субъективные художественные достоинства части изображения, оказавшегося не в фокусе на фотографии. На многих изображениях фон размывается фотографом намеренно, для визуального выделения главного объекта съёмки.

## Факторы, определяющие восприятие «боке»
Разные объективы по-разному отображают зоны вне фокуса. Качество боке — это субъективный показатель, который трудно определить объективными параметрами, хотя действие некоторых параметров оптики на боке считается общепризнанным.

### Глубина резкости
Основным фактором, влияющим на степень «размытия» изображения, является глубина резко изображаемого пространства (ГРИП): чем меньше глубина резкости, тем более выражено боке. 
В свою очередь, глубина резкости зависит от фокусного расстояния и светосилы объектива (диафрагменное число) — чем больше фокусное расстояние или чем более открыта диафрагма, тем больше выражен эффект боке. «Универсальные», в том числе и зум-объективы не могут дать достаточный уровень эффекта, так как у них не хватает либо фокусного расстояния, либо светосилы. В свою очередь, объектив, хорошо отображающий боке, не может быть применён для повседневного использования, так как у него недостаточное широкое угловое поле (т.е. невозможно вместить все желаемые объекты в кадр).
Разные объективы обладают разной силой и качеством боке (размытия). Старые объективы, построенные на старых и простых схемах, имеющие немного линз (1-6), имеют, как правило, более правильное и приятное для восприятия боке. Современные объективы имеют высокий контраст, большую резкость, но и более "синтетическое" боке.
Максимальная сила боке, которую может дать объектив определяется путём деления фокусного расстояния объектива на его максимальное относительное отверстие. Например, объектив 100/2.0 имеет силу боке в 50 единиц. Объектив 200/2.0 — силу боке в 100 единиц. А объектив 600/4.0 — в 150 единиц.
На близких дистанциях съемки (особенно в макро-диапазоне) сила размытия переднего и заднего планов на каждом объективе получается гораздо больше, чем на далеких дистанциях. В силу большего соотношения расстояния до переднего и заднего планов и расстояния до самого объекта съёмки. Больший размер кадра (матрицы) также увеличивает силу боке. При условии, что объектив сможет покрыть больший формат.

### Диск нерезкости
Характеристики боке можно определить через диски нерезкости. Вне зоны фокуса, каждая светлая точка становится диском. С одним объективом этот диск оказывается светящимся равномерно, с другим — ярче по краям, с третьим — в центре. Часть объективов визуально приближают такие точки к камере, другие — отдаляют. Другими словами, диск с ярким центром и тёмными краями выглядит более мягким, чем равномерно освещённый или диск с яркими краями. Такой диск лучше сочетается с окружением, в то время как яркие края притягивают к себе внимание, отвлекая от основного объекта.
В современных фотографических объективах широко применяются асферические линзы. При этом замечено, что применение асферических линз в светосильных объективах в ряде случаях приводит к ухудшению боке, а именно, к формированию характерных концентрических («луковых») колец внутри дисков нерезкости. Это связано с применением штамповки и недостаточно точным вытачиванием заготовок для удешевления производства. При производстве дорогих объективов используется технологически сложный процесс шлифовки асферических поверхностей, сглаживающий неровности и таким образом нивелирующий дефект.

### Форма отверстия диафрагмы
Также большое влияние на боке оказывает форма отверстия диафрагмы. Зеркально-линзовые телеобъективы создают боке в виде «колечек», что может в одних случаях дать интересный художественный эффект, а в других — испортить изображение. Некоторые объективы показывают светлые пятна в виде многоугольников вместо кругов, это зависит от количества и формы лепестков диафрагмы. В основном, объективы с бо́льшим количеством лепестков диафрагмы создают более «приятное» боке. Также благоприятное воздействие оказывает круговая конструкция диафрагмы.

### Контраст бликов
Также на характер зоны нерезкости влияет её контраст, особенно контраст перехода к светлому, после которого плавное размытие превращается в диск (или эллиптическое или многоугольное пятно).
Размытые блики не улучшают восприятия фона и считается, что лучше меньше бликов «плохой» и «неправильной формы», а больше «правильных» круглых.

### Другие факторы «боке»
Влияние других параметров объективов на боке не столь очевидно и весьма субъективно.
Хорошее боке особенно важно для объективов с большой максимальной диафрагмой, телеобъективов, макрообъективов, так как обычно они характеризуются небольшой глубиной резкости. Также оно важно при портретной съёмке, где используется в качестве художественного приёма для размытия фона и зрительного акцентирования объекта.

## Фигурное «боке»
На боке влияет форма отверстия диафрагмы. Изменив её, можно добиться художественного размытия фона, например сердечками или звездочками. Для этого вырезают в картоне фигурное отверстие, и при съемке картон помещают перед объективом (диафрагма при этом должна быть раскрыта на максимум).

## Объективы
Поскольку качество боке является критически важным для некоторых применений (например для портретной съёмки), многие производители выпускают объективы специальной конструкции, позволяющей добиться более приятного размытия. В качестве примера можно привести объективы Minolta STF 135mm f/2.8 T4.5 (позже перевыпущенный Sony), Canon EF 135/2.8 with Softfocus, Nikon 135/2 DC и 105/2 DC.

### Влияние телеконвертеров и специальных фильтров
Влияют на оригинальное «боке» объективов телеконвертеры, как правило ухудшая его. Изменяют «боке» и специальные фильтры — с софт-эффектом и «звездные».

## Имитация «боке» графическим редактором
Эффект размытия фона можно имитировать, обрабатывая фотографии в графическом редакторе. Однако такое размытие будет отличаться от «настоящего» боке, созданного объективом, так как степень размытия предметов в последнем зависит от их расстояния до плоскости фокусировки (чем оно больше — тем более нечетко). Достоверно воспроизвести это с помощью пост-обработки изображения весьма проблематично. В программе Photoshop наиболее сходное с оптическим размытие получается при использовании фильтра Lens Blur (размытие при малой глубине резкости).
Однако существуют сторонние плагины и отдельные программы для имитации разнообразных рисунков объективов, например, AlienSkin Bokeh. Полного сходства они не дают, но имитировать этот эффект могут довольно качественно.
Появляющиеся последнее время на смартфонах сдвоенные камеры существенно упрощают задачу получения реалистичного боке, так как по данным такой стерео-камеры становится возможным приблизительно рассчитать карту глубины, и соответственно изменять степень размытия.